# Jägerkaserne (Naumburg)

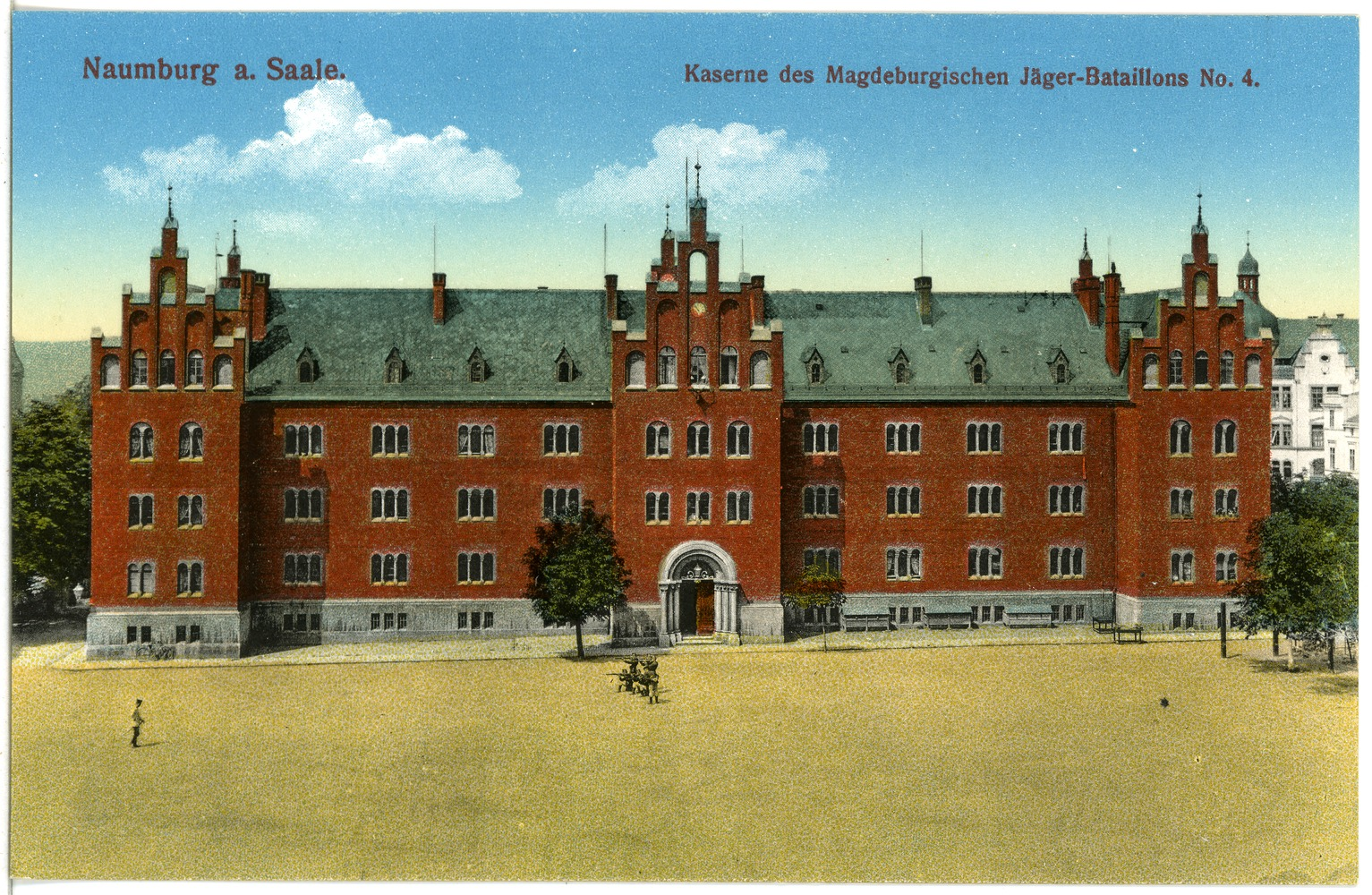
Alte Kaserne des Magdeburger-Jägerbataillons Nr. 4

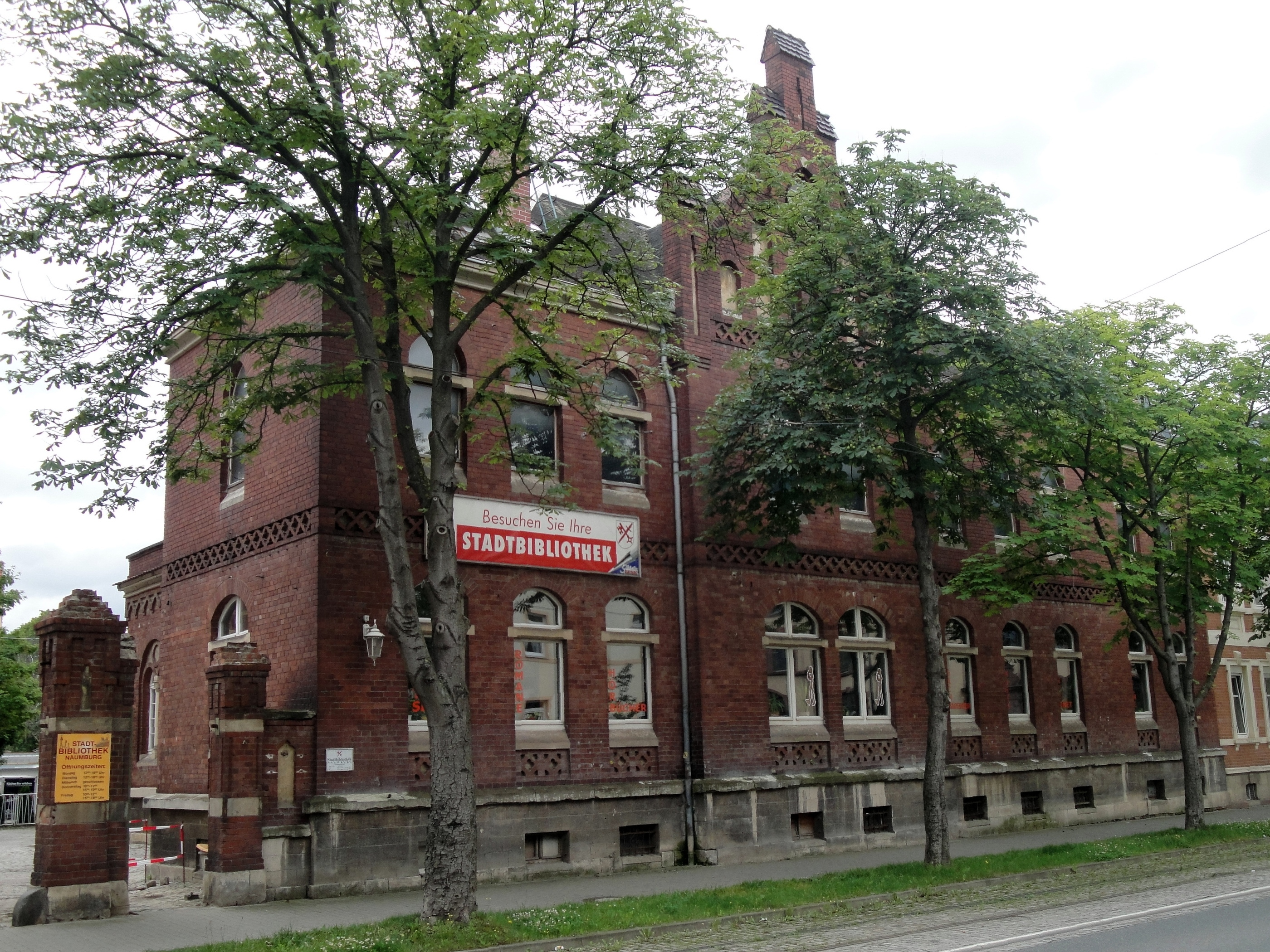
Nebengebäude der Alten Jägerkaserne

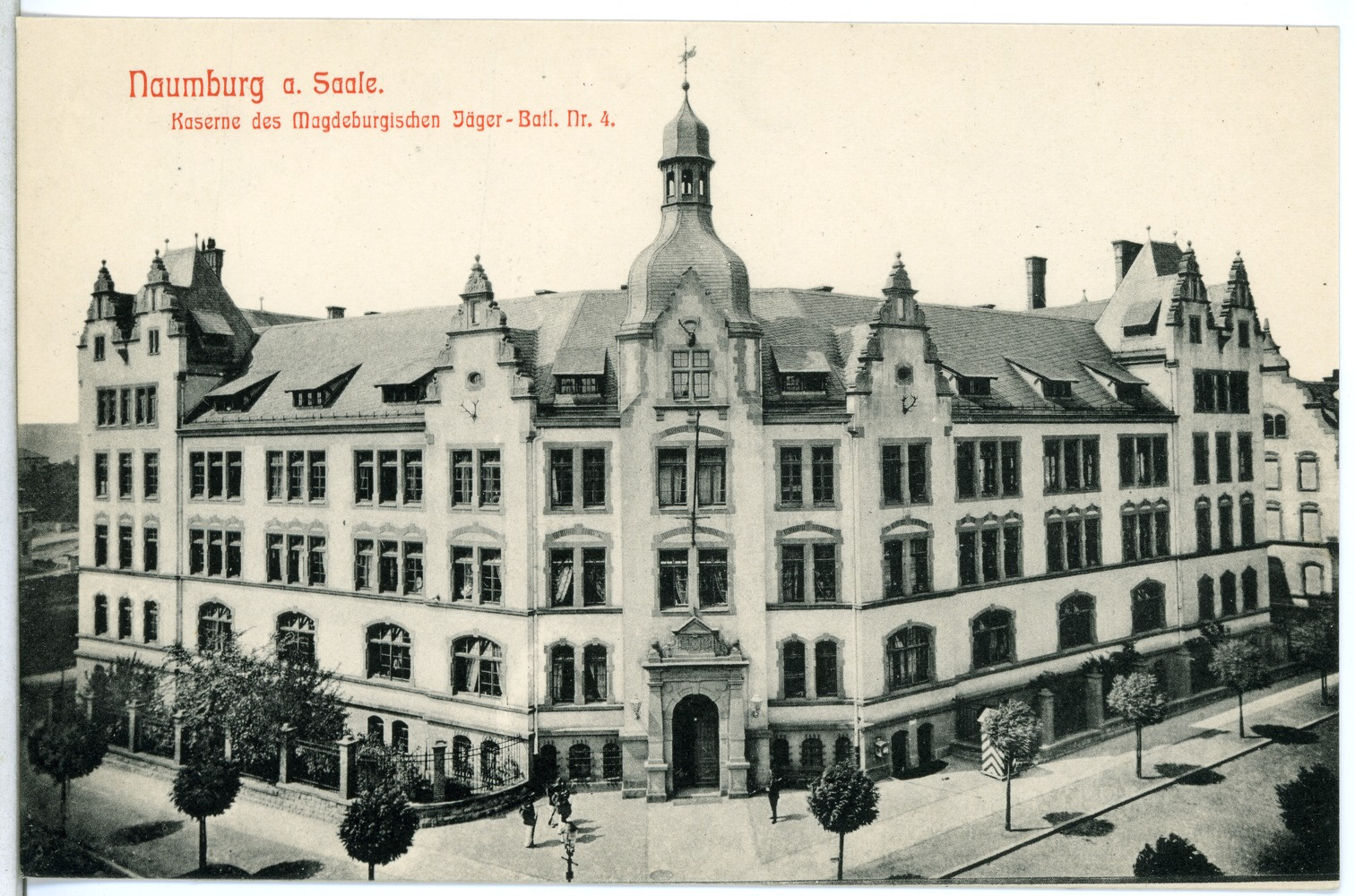
Neue Kaserne des Magdeburger Jäger-Bataillons Nr. 4

In Naumburg/Saale  befinden sich die denkmalgeschützten Anlagen der alten Jägerkaserne sowie der neuen Jägerkaserne. Beide werden heute nicht mehr als Kaserne genutzt.

## Alte Jägerkaserne
Die alte Jägerkaserne wurde 1872 nach den Plänen des Naumburger Baurates Johann Gottfried Werner für das Magdeburger-Jägerbataillon Nr. 4 errichtet. Das neuromanische Hauptgebäude entstand als Ziegelbauwerk. Die drei Risalite werden von Staffelgiebeln bekrönt. Die Gebäude in der Jägerstraße 4 bzw. 4a (, ) stehen als Baudenkmale mit der Erfassungsnummer 094 83837 auf der Liste der Kulturdenkmale in Naumburg (Saale). Im Jahr 1991 wurde hier das Arbeitsamt eingerichtet. Heute ist dieser Komplex zur Stadtbibliothek Naumburg gehörig. Zwischenzeitlich bestand hoher Sanierungsbedarf. Zudem befindet sich im Areal heute eine Kindertagesstätte.

## Neue Jägerkaserne
Für das Magdeburger-Jägerbataillon Nr. 4 wurde 1902–1904 in unmittelbarer Nähe eine neue Kaserne in den Formen der Deutschen Renaissance errichtet. Die Kosten des Baues mit Offizierswohnhaus und Wirtschaftsgebäude betrugen einer Chronik zufolge mehr als 610.485 Mark. Als Architekt war Karl Riedling beteiligt. Diese Gebäude befinden sich in der Jägerstraße 1–3 sowie in der Nordstraße 5 (, , ). Zu DDR-Zeiten befand sich im Hauptgebäude hier der Sitz des Rates des Kreises Naumburg. Im Haus Jägerstraße 1 ist heute ein Seniorenheim untergebracht. In der Jägerstraße 3 befindet sich eine Filiale des Landratsamtes Naumburg. Die Gebäude stehen als Baudenkmal mit der Erfassungsnummer 094 83121 ebenfalls auf der Liste der Kulturdenkmale in Naumburg (Saale).
Beide, die alte und neue Jägerkaserne, sind dem Historismus zuzurechnen. Aufgrund des Umfangs der Gebäude wird das Areal auch „Jägerviertel“ genannt.
In der Nähe an der Ecke Bergstraße/Spechsart befindet sich das Jägerdenkmal.